# Dipterygonotus balteatus
Dipterygonotus balteatus – gatunek morskiej ryby okoniokształtnej z rodziny cesjowatych (Caesionidae), jedyny przedstawiciel rodzaju Dipterygonotus. Występuje w Indo-Pacyfiku – od Zatoki Adeńskiej i wybrzeży Somalii po Wyspy Salomona, Australię i Tajwan. Jest związany ze środowiskiem raf koralowych, ale częściej niż inne cesjowate spotyka się go w pobliżu wybrzeży. Dorasta do 14 cm długości całkowitej, co czyni go najmniejszym gatunkiem w tej rodzinie. Żywi się zooplanktonem. Poławiany przypadkowo przy połowach sardynek i anszowetek.